# GNV Antares
Il GNV Antares è un traghetto che opera per la compagnia Grandi Navi Veloci.

## Storia
La nave è stata costruita da Nippon Kokan KK Tsurumi Yard a Yokohama, in Giappone. La chiglia è stata posata nel 1985 ed è stata varata nel 1986. Al termine, la nave è entrata in servizio nel 1987 con il nome Norsun per Noordzee Veerdiensten o North Sea Ferries, ai tempi una joint-venture tra Dutch Nedlloyd e British P&O. I primi anni ha navigato sulla rotta Rotterdam - Hull con la nave gemella Norsea, in sostituzione di Norstar e Norland. Il Norsun navigava sotto bandiera olandese ed era di proprietà della metà olandese della joint-venture, mentre il Norsea era britannico.
Nel 1996 la proprietà è stata trasferita a P&O Ferries quando Nedlloyd ha venduto la sua quota del 50% a P&O. Le navi hanno navigato sulla rotta Rotterdam - Hull fino al 2001, quando sono state sostituite dalla Pride of Rotterdam e dalla Pride of Hull.
Nel 2002 le navi furono trasferite sulla rotta Zeebrugge - Hull, nuovo in sostituzione di Norstar e Norland. Entrambe le navi sono state modernizzate internamente prima di entrare in servizio su questa nuova rotta.
Nel 2003 la Norsun cambia nome in Pride of Bruges.
Nell'ottobre 2016 è stato annunciato che il Pride of Bruges e il Pride of York sarebbero stati rimodernati. Nell'ottobre 2020, P&O ha annunciato che Pride of Bruges e Pride of York andranno fuori servizio a causa del calo del traffico causato dalla pandemia globale del Coronavirus. Il 15 dicembre 2020, P&O ha annunciato su che il servizio sarebbe stato interrotto dal 1º gennaio 2021 e che le navi sarebbero state demolite.
Il 23 marzo 2021 l'italiana Grandi Navi Veloci era in procinto di acquistare la Pride of Bruges e la gemella Pride of York, acquisto che concretizza il 12 aprile seguente, giungendo a Napoli a fine mese per lavori e per prendere servizio sulla rotta Napoli - Palermo.
Il 19 giugno 2021 la GNV Antares entra in servizio sulla Napoli - Palermo insieme alla gemella GNV Aries.
Il  3 Luglio 2025 entra In Servizio Sulla Tratta Bari - Durazzo

## Caratteristiche
La nave è lunga 179 metri, larga 25 e può raggiungere i 19 nodi di velocità, è capace di trasportare 850 auto e 930 passeggeri.
La nave è mossa da quattro motori, di cui due Wärtsilä-Sulzer 9ZAL40 e due Wärtsilä-Sulzer 6ZAL40

## Navi gemelle
- GNV Aries (Demolita nel 2025)